# Сікорська Галина Федорівна
Сікорська (Листопадська) Галина Федорівна (нар. 6 листопада 1928, м. Полонне, Полонський район, Хмельницька область — пом. 16 жовтня 2001, м. Полонне, Полонський район, Хмельницька область) — Герой Соціалістичної Праці.

## Біографія
Сікорська (Листопадська) Галина Федорівна народилась 6 листопада 1928 р. в місті Полонному.
Рано осиротіла. З 16 років працювала на кар'єрі, згодом — на заводі художньої кераміки готувала робочу масу для виробів, а потім вечорами опановувала професію ливарника.
На Полонському фарфоровому заводі з 1.11.1949 р. по 28.05.2001 р. Спочатку працювала на різних підсобних роботах, потім — оправницею формувального цеху, з 1960 р. — ливарницею формувального цеху. Спеціаліст високої кваліфікації.
В 1957 році була нагороджена значком «Відмінник соціалістичного змагання місцевої і паливної промисловості УРСР».В 1960 році Галина Федорівна в соціалістичному змаганні між працівниками підприємства зайняла друге місце, за що нагороджена пам'ятним значком «Переможцю в соціалістичному змаганні УРСР», а в 1964 році в такому ж змаганні зайняла перше місце. Вона була ініціатором створення бригади ливарниць. За успіхи в соціалістичному змаганні в 1960 році нагороджена орденом Леніна, а в 1961 році була делегатом XXII з'їзду Комуністичної партії України.
Її руками відливались найкращі вироби серійного та масового виробництва 1950-х — 1980-х років. Це були скульптурні статуетки, цукерниці, набори лікерні, сервізи чайні і кавові, набори спеціального призначення, вазочки для квітів, вази декоративні. Брала активну участь у громадському житті заводу і міста. Була головою цехкому формувально-ливарного цеху, наставником молодих спеціалістів робітничих професій.
В 1976 році делегована на XXV з'їзд КПРС.
Померла 16 жовтня 2001 року.

## Відзнаки
Мала звання «Найкращий робітник із професії», «Майстер — Золоті Руки», «Відмінник соціалістичного змагання», бригадир «Бригади відмінної якості».
Протягом багатьох років нагороджувалась Почесними грамотами різного рівня та була занесена до обласної та районної Дощок пошани.
В 1980 році нагороджена орденом Жовтневої революції.
В 1987 році нагороджена медаллю «Ветеран праці».
Звання Героя Соціалістичної Праці з врученням ордена Леніна і Золотої медалі «Серп і Молот» присвоєно Указом Президії Верховної Ради СРСР від 4 березня 1976 року за видатні успіхи у виконанні завдань дев'ятої п'ятирічки, взятих соціалістичних зобов'язань, великий творчий вклад у збільшення виробництва товарів народного споживання і поліпшення їх якості.